# Ils sont votre épouvante et vous êtes leur crainte
Ils sont votre épouvante et vous êtes leur crainte est un roman de Thierry Jonquet, paru en 2006 au Seuil dans la collection Roman Noir. C’est le dernier roman publié par l’auteur avant sa mort en 2009. Il sera réédité en 2007 dans la collection Points. Son titre est emprunté à un poème de Victor Hugo À ceux qu’on foule aux pieds publié en 1872 dans L’Année terrible dans le cadre de son combat en faveur de l'amnistie des Communards.

## Résumé
À Certigny, ville imaginaire de Seine-Saint-Denis, trois cités sont entre les mains de trafiquants (drogue, proxénétisme) sur fond de montée de l’intégrisme religieux, tandis qu’une importante communauté juive est implantée dans la ville voisine de Vadreuil, plutôt bourgeoise et aisée, bien moins touchée par la crise. On assiste à la lente dérive de Lakhdar, jeune beur attachant qui comprend fort bien ce que l’institution scolaire peut lui apporter, mais qui, à la suite d'un accident de la vie, va vivre l’expérience d’une frustration qu’il pense fatale pour son avenir. 
Dès lors, par le jeu de hasards malheureux, d’influences néfastes, de relations familiales complexes et d’une misère sociale certaine, il va se laisser happer par les arguments de militants djihadistes qui vont le conduire à un odieux acte antisémite.

## Personnages principaux
- Adrien Rochas, jeune schizophrène dont la mère, abandonnée par son mari, sombre dans la solitude et le désespoir, s’apprête à commettre un acte horrible pour se débarrasser de la Chimère, qui l’empêche d’entrer en contact avec les Forces supérieures.

- Anna Doblinsky, une jeune professeure stagiaire, fait sa première rentrée dans un collège en zone sensible, encore traumatisé par un incident antisémite dont une enseignante a été victime. Elle apprend à connaître ses collègues, ceux sur lesquels elle pourra compter et ceux qui ne lui seront d’aucun secours malgré tous leurs discours. Elle apprend aussi les rapports de force et de conviction à l’œuvre au sein d’une classe et voit avec douleur plusieurs de ses élèves happés par diverses formes d’exclusion.

- Lakdar Abdane, jeune élève affligé d’un handicap en passe de ruiner ses espoirs d’avenir, peu soutenu par une famille en déliquescence et qui va commettre l’irréparable après une longue dérive idéologique mortifère.

## Contexte
Alors qu’il est en pleine écriture de son roman, Thierry Jonquet voit la réalité rattraper sa fiction : le 27 octobre 2005, à Clichy-sous-Bois, deux jeunes gens, pourchassés par la police, meurent dans un transformateur électrique. Le mois qui suit va voir la France des banlieues s’embraser. Thierry Jonquet choisit d’inscrire ses personnages dans ce contexte d’insurrection. 
Avant la fin de la rédaction du roman, un fait divers vient encore alimenter sa réflexion sur la rencontre entre fiction et réalité : la mort d'Ilan Halimi, jeune juif, lors de sa séquestration par le « gang des barbares » emmené par Youssouf Fofana.

## Accueil de la critique
Certains ont accusé Thierry Jonquet de dérive réactionnaire et lui ont reproché de dénoncer avec amertume une prétendue hypocrisie de la « gauche progressiste ». D'autres ont salué le courage d'un homme souhaitant rompre avec un supposé « angélisme » antiraciste,. 
D’autres, moins polémiques, ont vu dans son travail celui d’un historien de son époque où la misère sociale et morale nourrissent bien des maux.

## Récompenses
Ils sont votre épouvante, vous êtes leur crainte, sorti en 2006, valut à Thierry Jonquet, l’année suivante, la médaille d’honneur de la Licra (Ligue internationale contre le racisme et l’antisémitisme).

## Adaptations
Ce roman a fait l’objet d’une adaptation à la télévision par Emmanuel Carrère et mis en scène par Alain Tasma sous le titre de Fracture (diffusé sur France 2), avec dans les rôles principaux Anaïs Demoustier et Samy Seghir.
Présenté hors-compétition au dernier Festival de la Rochelle 2010, Fracture a reçu un bel accueil lors de sa
projection.
Cette adaptation fut récompensée en 2011 par le prix de la Meilleure fiction de télévision du Syndicat Français de la critique de cinéma.
Elle reçut également le Prix TV5 MONDE du meilleur long métrage francophone à la 16e édition de « Cinéma tous écrans » à Genève « pour son réalisme dérangeant, la force de l’interprétation, sa réalisation sobre et directe qui nous bouleverse et pose la dimension politique du problème. »